# Тіль (місячний кратер)
Кра́тер Тіль (лат. Thiel) — великий метеоритний кратер у північній півкулі зворотного боку Місяця. Назву присвоєно на честь одного з основоположників ракетобудування, німецького інженера-ракетника Вальтера Тіля (1910—1943) й затверджено Міжнародним астрономічним союзом у 1970 році. Утворення кратера відбулося у пізньоімбрійському періоді.

## Опис кратера

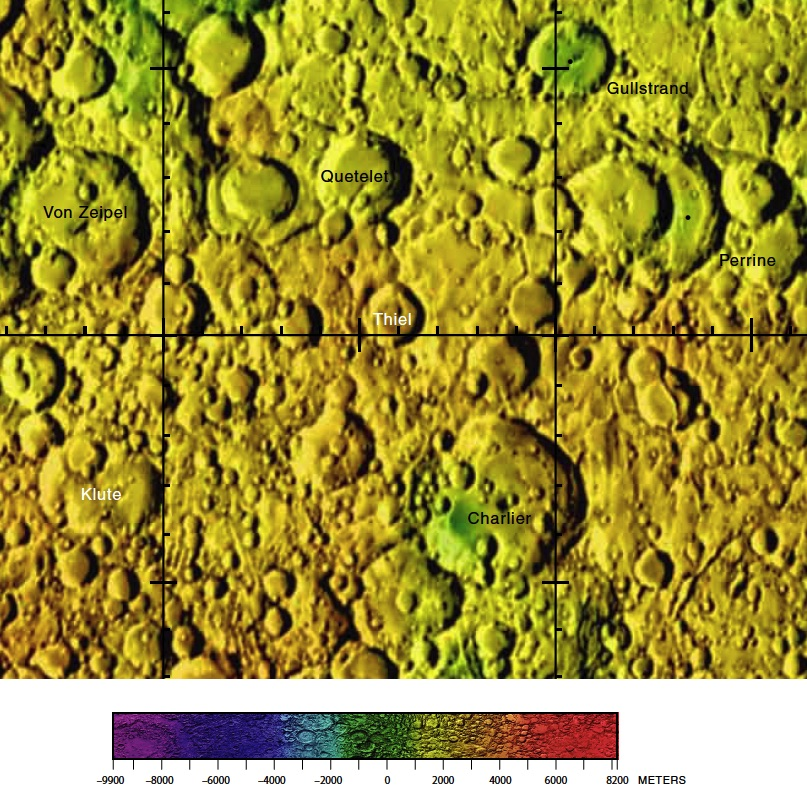
Околиці кратера Тіль. Фрагмент мапи зворотного боку Місяця.

Найближчими сусідами кратера Тіль є кратер Фон Цейпель на заході північному заході; кратер Кетле на півночі; кратер Гульстранд на півночі північному сході; кратер Перрайн на сході північному сході; кратер Шарльє на південному сході і кратер Клют на сході південному сході. Селенографічні координати центра кратера 40°10′ пн. ш. 134°34′ зх. д. / 40.17° пн. ш. 134.56° зх. д., діаметр 35,7 км, глибина 2 км.
Кратер Тіль має форму, близьку до циркулярної з невеликими виступами у західній і північній частині та є помірно зруйнований. Вал з чітко окресленою гострою крайкою, по південно-західній частині валу пролягає короткий ланцюжок кратерів. Внутрішній схил гладкий, з високим альбедо, з осипами порід біля підніжжя. Висота валу над навколишньою місцевістю сягає 940 м, об'єм кратера становить приблизно 710 км³. Дно чаші пересічене, приблизно від центра чаші до північної частини внутрішнього схилу тягнеться невисокий згладжений хребет. Ще два хребти, концентричних відносно валу, пролягають у західній частині чаші.

## Сателітні кратери

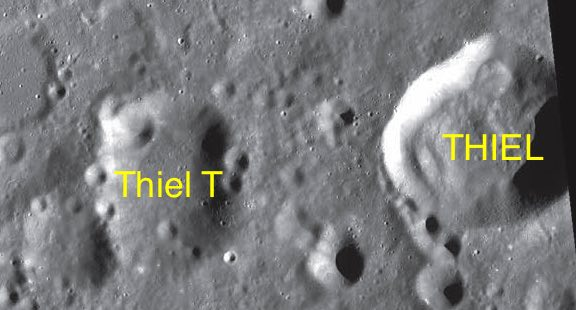
Фрагмент мапи LAC-34.

| Тіль | Координати                                                 | Діаметр, км |
| ---- | ---------------------------------------------------------- | ----------- |
| T    | 40°04′ пн. ш. 136°54′ зх. д. / 40.07° пн. ш. 136.9° зх. д. | 33,0        |